# Nyatiti
La nyatiti est un instrument de musique traditionnel originaire du Kenya. C'est une lyre jouée par les Luo du lac Victoria. Elle est issue de l'Égypte antique (Moyen Empire) avant d'être adoptée par la civilisation des Pharaons noirs de Nubie (Basse époque) d'où proviennent les Luo.[réf. nécessaire]

## Facture
Elle a environ 90 cm de long. La table d'harmonie est composée d'un réservoir constitué par une 1⁄2 calebasse ou en bois et recouvert de cuir à partir de laquelle sont tendues huit cordes (en tendon de grand herbivore à l'origine mais actuellement en sisal voire en nylon ou en plastique) pincées deux par deux. La barre transversale qui accueille la fixation des cordes est parallèle à la table d'harmonie et en bois.
Les Gusii voisins ont une lyre directement dérivée appelée obokano légèrement plus grande et dont la barre transversale tenant les cordes est en bambou.
il ne faut pas la confondre avec l'ennanga des Acholi d'Ouganda qui est une harpe.

## Jeu
Il y a deux façons de jouer l'instrument, soit :
- à la façon ancestrale, le joueur est assis soit à même le sol soit sur un siège très bas et maintient un des montants de la table d'harmonie à l'aide des orteils de l'un de ses pieds. Le talon de ce pied, dont la cheville est ornée de gara (« clochettes ») martèle le sol pour marquer le tempo. Les cordes sont positionnées à l'horizontale[2];
- d'une façon plus contemporaine, le joueur est assis sur un tabouret et le tient coincé entre ses deux jambes à hauteur de l'aine avec les cordes positionnées à la verticale[3].

Elle intervient non seulement dans la musique purement traditionnelle mais, également, dans la musique benga. Elle est, souvent, jouée conjointement avec l' oporo (ou  abu) qui est une sorte de corne courbe et l'orutu qui est une sorte de vièle tenue contre l'abdomen.

## Joueurs renommés
Les plus célèbres joueurs contemporains de nyatiti sont Ayub Ogada(un des compositeurs des musiques du film The Constant Gardener) ainsi que l'ensemble musical Kenge Kenge  et Suzanna Owiyo.

La joueuse japonaise Anyango est la première joueuse non kényane de cet instrument ce qui lui apporte une certaine renommée internationale[pas clair].